# Ettore Panizza
Ettore Panizza, in spagnolo Héctor Panizza (Buenos Aires, 12 agosto 1875 – Milano, 27 novembre 1967), è stato un compositore e direttore d'orchestra argentino.

## Biografia
Panizza nacque a Buenos Aires da genitori italiani; studiò dapprima con il padre, che era violoncellista al vecchio Teatro Colón, e poi a Milano. Debuttò come direttore assistente all'Opera di Roma nel 1897.
Fu strettamente legato al Teatro alla Scala di Milano (dove diresse, insieme ad Arturo Toscanini, titoli come L'anello del Nibelungo di Wagner nel 1926), alla Royal Opera House di Londra, al Metropolitan Opera di New York - dove succedette a Tullio Serafin come direttore principale del repertorio italiano, lavorando per otto stagioni con nomi come Rosa Ponselle ed Enrico Caruso - e soprattutto al Teatro Colón di Buenos Aires, dove la sua opera Aurora fu presentata in prima assoluta il 5 settembre 1908 durante la stagione inaugurale. 
Diresse la Turandot di Puccini, con il finale di Franco Alfano, dopo la prima mondiale alla Scala il 25 aprile 1926 diretta da Toscanini, che aveva interrotto la rappresentazione al punto in cui Puccini aveva smesso di scrivere prima della sua morte.
Nell'Esposizione Internazionale di Milano nel 1906 gli fu affidata la direzione dei concerti con un'orchestra di cento esecutori. 
Lavorò al Teatro Colón negli anni 1908, 1909, 1921, 1927 (Claudia Muzio in Tosca e La bohème), 1929 (Turandot con Rosa Raisa), 1930, 1934 (Carmen con Gabriella Besanzoni), 1935, 1936, 1939 (Boris Godunov, La traviata, Macbeth, Turandot, Aida con Gina Cigna, Bisanzio), 1942 (Aida e Simon Boccanegra con Zinka Milanov e Leonard Warren), 1943 (Falstaff), 1944 (Bisanzio), 1945 (Aurora), 1946, 1947 (Tosca e Andrea Chénier con Maria Caniglia e Beniamino Gigli), 1948, 1949, 1951, 1952 (Madama Butterfly con Victoria de los Ángeles), 1954 e 1955. Lavorò anche con cantanti come Alessandro Bonci, Nellie Melba ed Ezio Pinza.
Fece anche delle apparizioni come ospite a Parigi, Madrid, Chicago, Vienna, Berlino e in altre capitali europee.
Nel 1924 ascoltò il soprano britannico Eva Turner nel ruolo di Madama Butterfly e la raccomandò a Toscanini, lanciando la sua folgorante carriera internazionale; lo stesso fece con il giovane direttore d'orchestra Antonino Votto.
Fra le numerose prime assolute da lui dirette, Francesca da Rimini e Conchita di Riccardo Zandonai, Sly di Ermanno Wolf-Ferrari. Ha inoltre diretto molte prime locali a Londra, New York e Milano, come Chovanščina di Musorgskij e La campana sommersa di Ottorino Respighi.
Panizza compose quattro opere: Il fidanzato del mare (1897), Medio Evo Latino (1900), Aurora (1908), la sua opera di maggior successo, e Bisanzio (1939).
Nel 1913 curò una nuova edizione italiana del Grande trattato di strumentazione e d'orchestrazione di Hector Berlioz, per cui scrisse un'appendice di aggiornamento. Nel 1952 pubblicò la sua autobiografia Medio Siglo de Vida Musical.
Considerato uno dei maggiori direttori d'opera della prima metà del Novecento, Panizza fu universalmente apprezzato per la sua maestria tecnica, e godette di grande considerazione da parte di alcuni fra i più illustri compositori del suo tempo, fra i quali Richard Strauss e Giacomo Puccini.

## Discografia parziale
- Musorgskij: Boris Godunov - Ettore Panizza/Metropolitan Opera Chorus & Orchestra/Ezio Pinza, Naxos.
- Verdi: La Traviata - Ettore Panizza/Frederick Jagel/Metropolitan Opera Orchestra/Rosa Ponselle/Lawrence Tibbett, 1935 Sony/Naxos/DiscoverClassical.
- Verdi: La traviata (New York, 1941) - Metropolitan Opera Orchestra & Chorus/Ettore Panizza/Jarmila Novotná/Jan Peerce/Lawrence Tibbett, Archipel.
- Verdi: Un Ballo in Maschera - Ettore Panizza/Metropolitan Opera Orchestra/Jussi Björling/Stella Andreva/Alexander Sved/Bruna Castagna/Zinka Milanov, Sony.
- Verdi: Otello - Elisabeth Rethberg/Giovanni Martinelli (tenore)/Lawrence Tibbett/Nicola Moscona/Metropolitan Opera Orchestra/Ettore Panizza, 1938 Sony/Naxos/Unchained Melodíe.
- Verdi: Simon Boccanegra - Metropolitan Opera Orchestra & Chorus/Ettore Panizza/Lawrence Tibbett, 1935 Mastercorp.
- Verdi: Rigoletto - Frederic Jagel/Lily Pons/Lawrence Tibbett/Ettore Panizza/Metropolitan Opera Chorus & Orchestra, 1935 Naxos.